# Ipomoea oocarpa
Ipomoea oocarpa es una especie fanerógama de la familia Convolvulaceae.

## Clasificación y descripción de la especie
Planta herbácea, trepadora, delgada, voluble, anual; tallos poco ramificados, los más jóvenes cubiertos con una resina pegajosa; hoja cordada, ovado-cordada, de 3 a 6.5(10) cm de largo, de (1.5)2 a 5.5(7) cm de ancho, ápice agudo, caudado o acuminado, haz glabro; inflorescencia con 1 a 3(5) flores; sépalos subiguales o los externos más cortos, lanceolados a ovados, de 3 a 5 mm de largo; corola con forma de embudo (infundibuliforme), de (2)2.5 a 3 cm de largo, azul celeste, tubo blanco o blanco-verdoso; el fruto es una cápsula cónica, de 9 a 12 mm de largo, con 4 o más semillas, de 4 a 6(7) mm de largo, pubescentes con mechón de pelos en la base, de 0.5 mm de largo.

## Distribución de la especie
Se distribuye del noroeste de México (Baja California Sur, Sonora, Querétaro, Jalisco, Michoacán, México, Morelos, Guerrero, Veracruz, Tabasco), hasta Argentina en Sudamérica.

## Ambiente terrestre
Planta más o menos frecuente en las regiones de la Depresión del Balsas y de la Sierra Madre del Sur, en zonas con bosque tropical caducifolio y en el límite de éste con los encinares, en altitudes de 400 a 1000 m s.n.m. Florece de septiembre a diciembre.

## Estado de conservación
No se encuentra bajo ningún estatus de protección.